# Lacul Fryxell

Amplasarea lacului pe harta Antarctidei

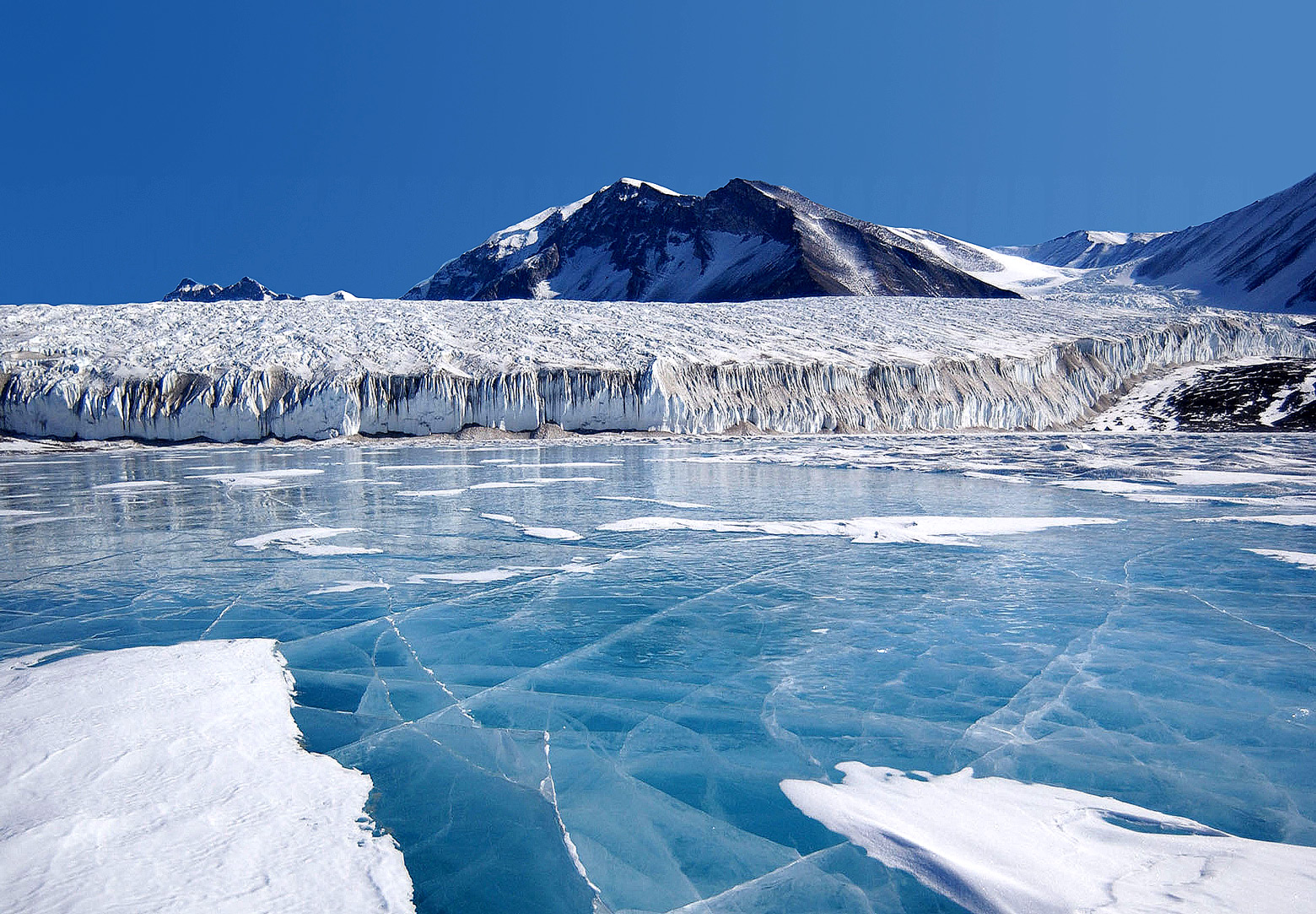
Lacul acoperit de gheață

Lacul Fryxell este un lac endoreic cu o lungime de 4,5 km situat între ghețarii Canada și Commonwealth în valea Taylor, Țara Victoriei, Antarctida. 
Lacul este acoperit cu un strat permanent de gheață de 5 m. Apa din acesta este sărată, similară în compoziție cu cea marină. La adâncimea de 9,5 m au fost descoperiți concentrații mari de metan și hidrogen sulfurat. Temperatura apei în timpul verii variază de la 0,5 până la 2,5 °C.
Lacul Fryxell a fost descoperit în timpul Expediției Terra Nova, condusă de Robert Falcon Scott, în 1910 - 1913. Lacul a fost denumit în cinstea glaciologului american Fritiof Fryxell în 1957. 